# Garbage
Garbage is een Amerikaanse rockgroep. De band bestaat uit de Schotse zangeres Shirley Manson (zang) en de Amerikaanse muzikanten Duke Erikson (basgitaar en toetsen), Steve Marker (gitaar) en Butch Vig (drums).

## Biografie
Garbage werd in 1993 opgericht in Madison (Wisconsin). Het debuutalbum, simpelweg Garbage genaamd, werd eind 1994 en begin 1995 opgenomen. Het kwam uit in de herfst van 1995 bij Almo Sounds. Het album werd na enige tijd opgemerkt, vooral dankzij de succesvolle singles Queer, Only happy when it rains en Stupid girl. Tegen de zomer van 1996 was het album van Garbage goud in de Verenigde Staten en kort daarna platina.
Na een korte pauze begon Garbage aan hun tweede album in de zomer van 1997. Het album met de naam Version 2.0 werd in mei 1998 uitgebracht en behaalde nummer 1-noteringen in het Verenigd Koninkrijk, Nieuw-Zeeland en Frankrijk. De van dit album afkomstige singles Push it en I think I'm paranoid werden bescheiden successen.
In 1999 nam Garbage het nummer The world is not enough op, dat fungeerde als de officiële titelsong van de gelijknamige James Bond-film. Het nummer kwam te staan op de soundtrack van de film en bereikte in verschillende landen de top 10 van de hitlijsten.
Vier jaar later, in 2001, werd het derde album uitgebracht onder de naam Beautifulgarbage. De eerste single Androgyny werd een kleine hit. Het album week sterk af van de grunge-richting van hun eerste albums; Beautifulgarbage probeerde aan te sluiten bij de r&b, dat in die periode erg populair was. In Australië stond het album op nummer 1.
Op 11 april 2005 verscheen het vierde album van de groep, met als titel Bleed like me. De band koos op dit album weer voor grunge en rock, maar het voorgaande r&b-album had sommige fans van de groep vervreemd.
Het voorlopig laatste concert van Garbage in Nederland vond plaats op 4 november 2015 in het Tilburgse 013, in het kader van de 20 Years of Queer-tournee. Hierbij werd het gehele repertoire van de band, dat ze componeerden in de jaren 1995 en 1996, gespeeld; enigszins aangepast en gemoderniseerd qua sound, maar zonder de originele cd-versies te verloochenen.
In 2008 werkten de band en andere bekende artiesten uit de VS, het Verenigd Koninkrijk, Canada en Zuid-Afrika aan het album Songs for Tibet, een steunbetuiging aan Tibet en dalai lama Tenzin Gyatso. Songs for Tibet verscheen tegelijkertijd met de Olympische Zomerspelen 2008 in de Volksrepubliek China waarvan de opening op 8 augustus plaatsvond: het album werd op 5 augustus uitgebracht via iTunes en vanaf 12 augustus via muziekwinkels wereldwijd. Sinds de Invasie van Tibet in 1950-1951 bezet China het land met - volgens critici - een wijdverbreide politieke, religieuze en culturele onderdrukking tot gevolg.
Het vijfde album van Garbage, Not your kind of people, kwam uit op 14 mei 2012. Het standaardalbum bevat 11 nummers en daarnaast is er een deluxe versie verschenen met vier extra nummers. De Japanse versie van het album bevat nog één extra lied (naast de 15 van het deluxe album), genaamd Love like suicide. De eerste single van het album was Blood for poppies en kwam uit op 26 maart 2012. Exclusief in Engeland was Battle in me de eerste single van het album.
Het zesde studioalbum, Strange little birds, verscheen in 2016.

## Discografie

### Albums
| Album met eventuele hitnotering(en) in de Nederlandse Album Top 100 | Datum van verschijnen | Datum van binnenkomst | Hoogste positie | Aantal weken | Opmerkingen   |
| ------------------------------------------------------------------- | --------------------- | --------------------- | --------------- | ------------ | ------------- |
| Garbage                                                             | 15-08-1995            | 26-06-1996            | 33              | 19           |               |
| Garbage Video                                                       | 26-11-1996            | -                     |                 |              | Verzamelalbum |
| Version 2.0                                                         | 04-05-1998            | 23-05-1998            | 22              | 22           |               |
| Beautifulgarbage                                                    | 01-10-2001            | 06-10-2001            | 24              | 5            |               |
| Special Collection                                                  | 06-02-2002            | -                     |                 |              | Verzamelalbum |
| Bleed Like Me                                                       | 08-04-2005            | 16-04-2005            | 28              | 6            |               |
| Absolute Garbage                                                    | 23-07-2007            | -                     |                 |              | Verzamelalbum |
| Not Your Kind of People                                             | 11-05-2012            | 19-05-2012            | 68              | 2            |               |
| Strange Little Birds                                                | 10-06-2016            | 18-06-2016            | 66              | 1            |               |

| Album met hitnotering(en) in de Vlaamse Ultratop 200 albums | Datum van verschijnen | Datum van binnenkomst | Hoogste positie | Aantal weken | Opmerkingen   |
| ----------------------------------------------------------- | --------------------- | --------------------- | --------------- | ------------ | ------------- |
| Garbage                                                     | 1995                  | 06-04-1996            | 34              | 14           |               |
| Version 2.0                                                 | 1998                  | 16-05-1998            | 3               | 27           |               |
| Beautifulgarbage                                            | 2001                  | 13-10-2001            | 9               | 5            |               |
| Bleed Like Me                                               | 2005                  | 16-04-2005            | 12              | 20           |               |
| Absolute Garbage                                            | 2007                  | 04-08-2007            | 38              | 8            | Verzamelalbum |
| Not your Kind of People                                     | 2012                  | 19-05-2012            | 28              | 12           |               |
| Strange Little Birds                                        | 2016                  | 18-06-2016            | 33              | 9            |               |

### Singles
| Single met eventuele hitnotering(en) in de Nederlandse Top 40 | Datum van verschijnen | Datum van binnenkomst | Hoogste positie | Aantal weken | Opmerkingen                  |
| ------------------------------------------------------------- | --------------------- | --------------------- | --------------- | ------------ | ---------------------------- |
| Queer                                                         | 1995                  | 23-12-1995            | tip17           | -            |                              |
| Stupid Girl                                                   | 1996                  | 06-04-1996            | tip10           | -            |                              |
| Only Happy When It Rains                                      | 1996                  | 14-09-1996            | 34              | 2            | Nr. 36 in de Single Top 100  |
| Push It                                                       | 1998                  | 02-05-1998            | tip14           | -            | Nr. 77 in de Single Top 100  |
| I Think I'm Paranoid                                          | 27-07-1998            | -                     |                 |              | Nr. 94 in de Single Top 100  |
| The World Is Not Enough                                       | 1999                  | 27-11-1999            | tip2            | -            | Nr. 48 in de Single Top 100  |
| Androgyny                                                     | 2001                  | 08-09-2001            | tip4            | -            | Nr. 71 in de Single Top 100  |
| Cherry Lips                                                   | 21-01-2002            | -                     |                 |              | Nr. 80 in de Single Top 100  |
| Why Do You Love Me                                            | 28-03-2005            | -                     |                 |              | Nr. 100 in de Single Top 100 |

| Single met hitnotering(en) in de Vlaamse Ultratop 50 | Datum van verschijnen | Datum van binnenkomst | Hoogste positie | Aantal weken | Opmerkingen |
| ---------------------------------------------------- | --------------------- | --------------------- | --------------- | ------------ | ----------- |
| Push It                                              | 1998                  | 02-05-1998            | tip17           | -            |             |
| I Think I'm Paranoid                                 | 1998                  | 18-07-1998            | tip17           | -            |             |
| The World Is Not Enough                              | 1999                  | 11-12-1999            | tip7            | -            |             |
| Androgyny                                            | 2001                  | 06-10-2001            | tip10           | -            |             |
| Cherry Lips                                          | 2002                  | 02-02-2002            | tip18           | -            |             |
| Tell Me Where It Hurts                               | 2007                  | 04-08-2007            | tip24           | -            |             |